# تپه کانی زرینه ۲
تپه کانی زرینه ۲ مربوط به هزاره اول قبل از میلاد است و در شهرستان تکاب، بخش تخت سلیمان، دهستان ساروق، روستای داش قیزقاپان واقع شده و این اثر در تاریخ ۷ اسفند ۱۳۸۵ با شمارهٔ ثبت ۱۷۷۰۲ به‌عنوان یکی از آثار ملی ایران به ثبت رسیده است.